# 張博洋
張博洋（1991年7月27日—），中華民國政治人物，無黨籍，現任高雄市議員。曾任快樂聯播網主持人、台灣基進新聞部主任、台灣基進高雄黨部主任委員。因積極參與罷免韓國瑜而被稱為「罷韓四君子」，2022年參與高雄市議員選舉並當選。2025年6月25日宣佈將於7月退黨。

## 生平
張博洋出生於桃園縣，但成長於屏東縣，具客家人背景，可用流利客語交談。就讀國立高雄應用科技大學模具工程系，大學期間創辦「蝴蝶社」，追求反對媒體壟斷。2014年太陽花學運後，以社團名義共同發起「高硬度十二指長花論壇」。張博洋在畢業後擔任機械設計工程師，後來在快樂聯播網擔任電台主持人。

### 罷免韓國瑜
2019年11月，時任台灣基進新聞部主任的張博洋，和同黨不分區立委候選人陳冠榮、WeCare高雄發起人尹立、公民割草行動發言人李佾潔，認為時任高雄市市長韓國瑜在就職四個月後，即宣布參選總統，導致市政長期停擺，同時違背責任政治和誠信原則，進而合作發起罷免活動，而被媒體稱為「罷韓四君子」。

### 高雄市議員
2022年張博洋代表台灣基進參選高雄市第七選舉區（三民區）議員選舉，獲得1萬4817票，得票率9.69%，成功當選，其後加入高雄市議會民主進步黨黨團運作。
2023年1月3日，台灣基進高雄市黨部主任委員李欣翰請辭，由張博洋接任。
2025年6月25日，宣布辭去台灣基進高雄黨部主任委員並將於七月退出台灣基進。
2025年7月4日，正式退出台灣基進。

## 選舉紀錄
| 年度 | 選舉屆數             | 選舉區           | 所屬政黨 | 得票數 | 得票率 | 當選標記 | 備註 |
| ---- | -------------------- | ---------------- | -------- | ------ | ------ | -------- | ---- |
| 2022 | 第四屆高雄市議員選舉 | 高雄市第七選舉區 | 台灣基進 | 14,817 | 9.69%  |          |      |

## 爭議

### 批評林佳龍
2022年7月17日，張博洋發文批評民主進步黨籍新北市市長參選人林佳龍，認為其將「恩恩事件」與選舉結合相當不妥，此言論引發綠營支持者不滿。7月18日，台灣基進道歉，張博洋道歉後關閉個人臉書，但同時有張博洋與友人的對話截圖表示不會向林佳龍道歉，遭台灣基進解除新聞輿情部主任職務。事後林佳龍於社群媒體表示，沒有將此事放在心上，並鼓勵張博洋持續批判、自我批判和接受他人批判，年輕人要勇於衝撞體制。

## 外部連結
- 張博洋的Facebook專頁
- 台灣基進官網 （页面存档备份，存于）